# Wszystko może się przytrafić
Wszystko może się przytrafić – polski inscenizowany film dokumentalny z 1995 w reżyserii Marcela Łozińskiego. 

## Fabuła
Bohaterem filmu jest sześcioletni (w chwili powstawania filmu) Tomek Łoziński, syn reżysera. Tomek poznaje świat, przemierzając Park Łazienkowski na hulajnodze. Zatrzymuje się przy stojących wzdłuż parkowych alejek ławkach, rozmawiając z ludźmi w podeszłym wieku. Rozmawiając z nimi, przekonuje się o sprawach doczesnych: biedzie, samotności, nieuchronności śmierci, jaka rychło może dotknąć przepytywanych przezeń starszych przechodniów.

## Odbiór
Wszystko może się przytrafić okazał się wielkim sukcesem artystycznym Marcela Łozińskiego. Film został nagrodzony Grand Prix Złotym Smokiem na Krakowskim Festiwalu Filmowym, a na Międzynarodowym Festiwalu Filmów Krótkometrażowych w Oberhausen otrzymał Wyróżnienie Jury Katolickiego oraz Nagrodę Klubów Filmowych FICC. 
Tadeusz Szyma uznał Wszystko może się przytrafić za „niedościgły wzorzec ekranowej liryki refleksyjnej”, ukazujący świat „rzeczywistości ludzkiej podległej przemijaniu, naznaczonej cierpieniem i nieuchronnie ciążącej [...] ku śmierci”, ale zarazem dążący do „ciągłego przekraczania [...] owej ostatecznej i najboleśniejszej z egzystencjalnych barier”. Marek Hendrykowski podkreślał z kolei, że „istota poetyckości tego filmu tkwi w niebywale kunsztownym montażu – w obmyślanym w najdrobniejszych szczegółach autorskim sposobie semantycznej organizacji utworu”.
W 2016 w internetowym plebiscycie „100/100. Epoka Polskiego Filmu Dokumentalnego” widzowie wyłonili Wszystko może się przytrafić jako najlepszy polski film dokumentalny wszech czasów. Marcel Łoziński powrócił do rozważań nad swym filmem w dokumencie A gdyby tak się stało (2008), w którym zapytywał już osiemnastoletniego Tomka Łozińskiego o refleksję nad swoim udziałem we Wszystkim.

## Nagrody
| Rok  | Festiwal                                                      | Nagroda                                            | Odbiorca        |
| ---- | ------------------------------------------------------------- | -------------------------------------------------- | --------------- |
| 1995 | Krakowski Festiwal Filmowy                                    | Złoty Smok                                         | Marcel Łoziński |
| 1995 | Międzynarodowy Festiwal Filmów Krótkometrażowych w Krakowie   | Nagroda miesięcznika „Film Pro”                    | Marcel Łoziński |
| 1995 | Festiwal Filmów Państw Bałtyckich w Bornholmie                | Grand Prix                                         | Marcel Łoziński |
| 1995 | Międzynarodowy Festiwal Filmów Krótkometrażowych w Oberhausen | Wyróżnienie Jury Katolickiego                      | Marcel Łoziński |
| 1995 | Międzynarodowy Festiwal Filmów Krótkometrażowych w Oberhausen | Nagroda Klubów Filmowych FICC                      | Marcel Łoziński |
| 1995 | Lubuskie Lato Filmowe                                         | Dyplom Honorowy                                    | Marcel Łoziński |
| 1996 | Międzynarodowy Festiwal Filmowy w San Francisco               | Golden Gate Award w kategorii filmu dokumentalnego | Marcel Łoziński |